# Хмелёвка (Башкортостан)
Хмелёвка (баш. Хмелёвка) — село в городском округе город Нефтекамск Республики Башкортостан.

## География
Село расположено на северо-западе Башкортостана, на Прибельской увалисто-волнистой равнине. Климат умеренно континентальный тёплый, незначительно засушливый.

## История
Декрет Всероссийского Центрального Исполнительного Комитета об изменениях в очертаниях границ между 
Автономной Башкирской ССР и Уральской областью от 7 июня  1926 г. гласил:
Внести следующие изменения в очертаниях границ между Автономной Башкирской С.С.Р. и
Уральской областью.
Б. По БИРСКОМУ КАНТОНУ.
2. Селения (башкиро-татаро-вотские): Хмелевка, Чишма, Курман-Актау, Чингакуль, Бедряш-
Актау, Аклбай, Вояда, Тыртур, Ошья-Тау, Искаково, Булат-Елга, Вот-Ошья, Байсар, Новый Артаул, Варяж, Варяж-Баш, Тат-Елга, Тат-Урада, Вот-Урада Сарапульского округа Уральской области перечислить в состав Бирского кантона Автономной Башкирской С.С.Р.

В 2018 году открыт обелиск хмелёвцам — участникам Великой Отечественной войны: 48 погибших и 37 вернувшихся фронтовиков. В 2018 году жил один фронтовик.

## Население
| 2010 |
| ---- |
| 46   |

Самый малонаселённый населённый пункт ГО г. Нефтекамск: в 2020 году проживают три семьи.

## Топографические карты
- Лист карты O-40-133. Масштаб: 1 : 100 000. Состояние местности на 1982 год. Издание 1983 г.